# Заельцовский парк
Заельцовский парк – парк культуры и отдыха в Заельцовском районе Новосибирска, основанный в 1932 году. Расположен в Заельцовском бору.

## История
Парк был создан в 1932 году на территории 140 га.
В 2021—2022 гг. проведена реконструкция с прокладкой новых дорожек, прокладкой подземных коммуникаций, оборудованием детских и спортивных площадок, установкой видеокамер слежения.

## Досуг

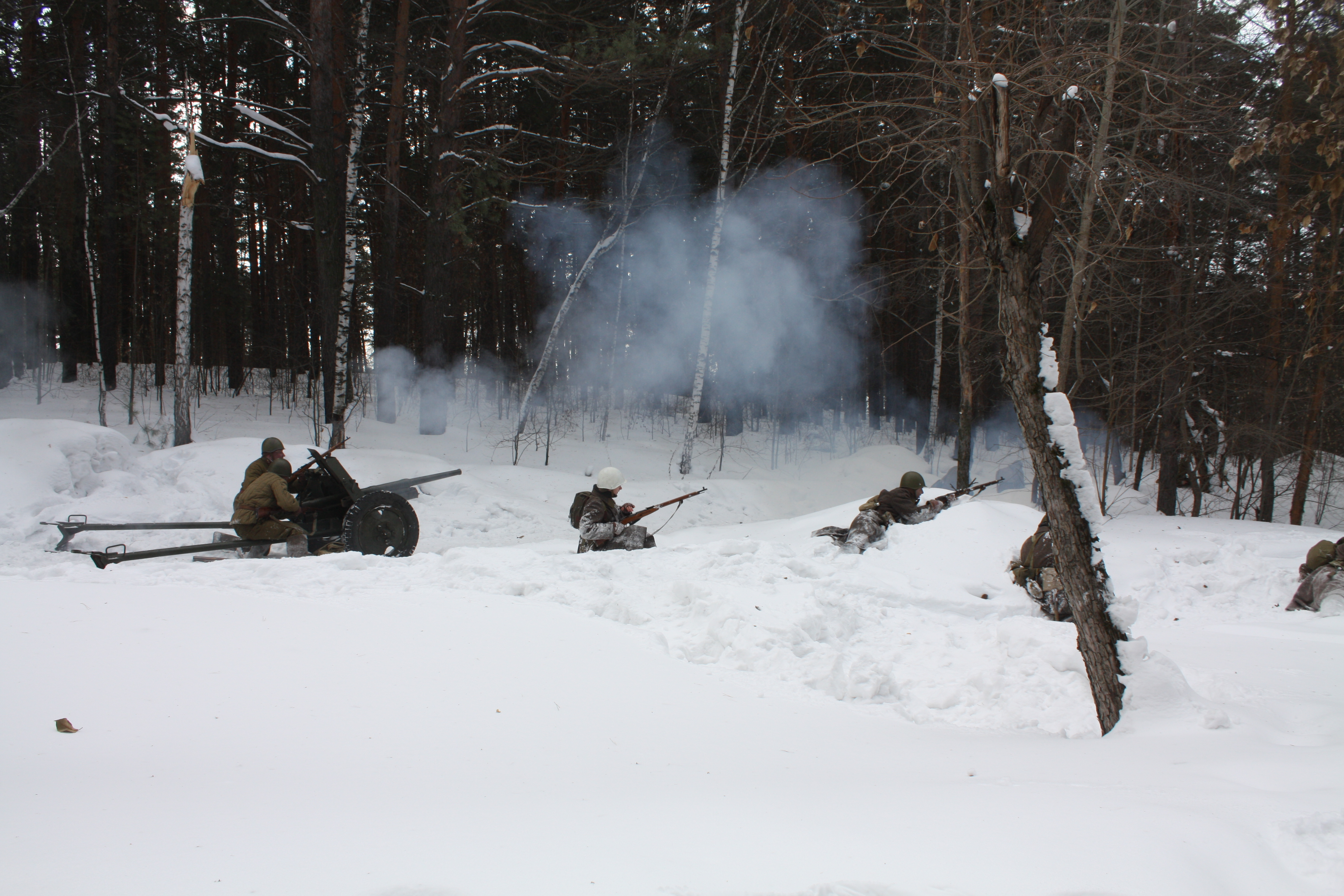
Реконструкция событий Великой Отечественной войны, 23 февраля 2017 года.

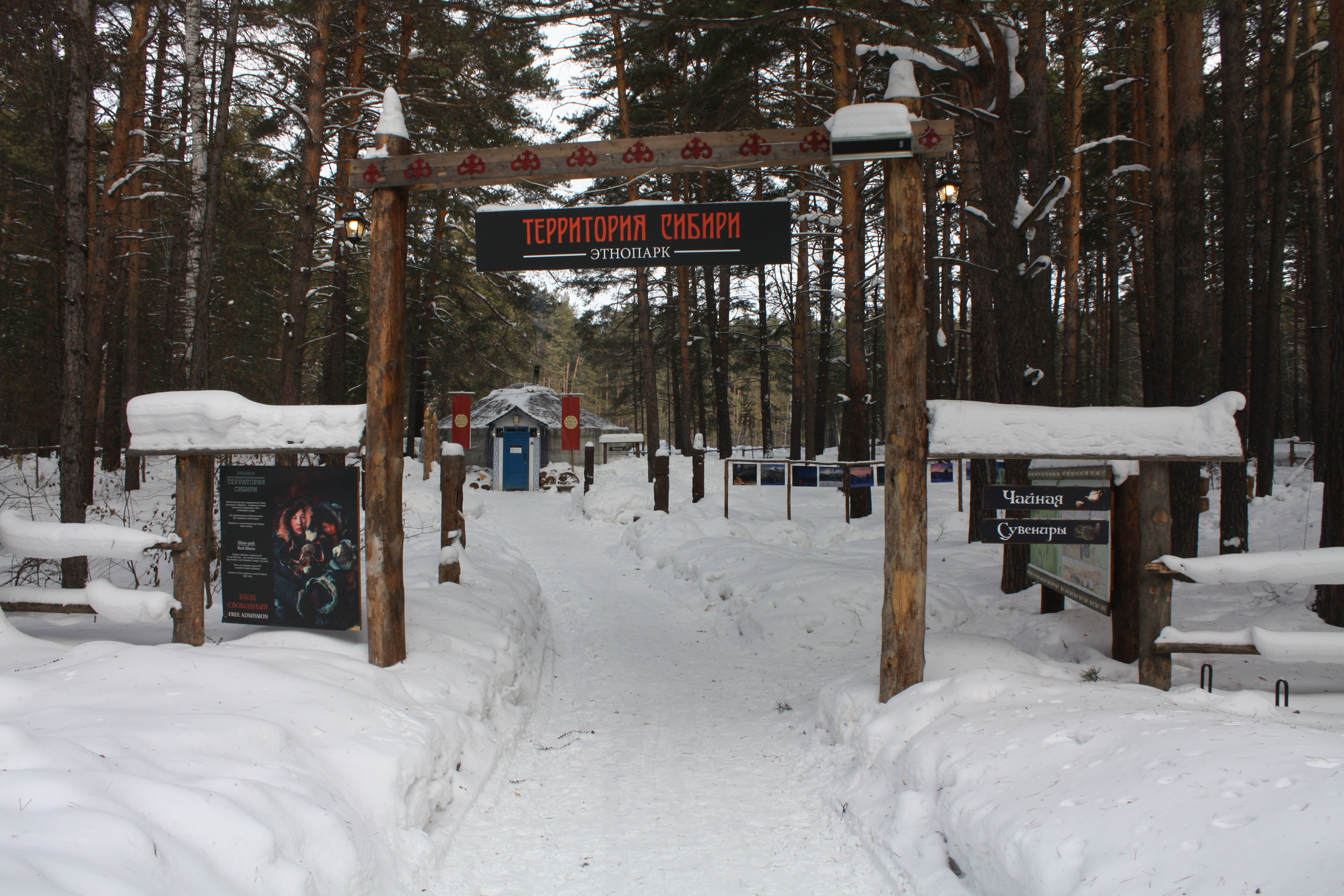
Этнопарк «Территория Сибири»

В парке находятся различные аттракционы.
Организуются физкультурно-оздоровительные мероприятия, посетители устраивают лыжные прогулки.
Через парк пролегает Детская железная дорога, связывающая его с Новосибирским зоопарком.
На территории парка расположен примыкающий к Оби пляж.

### Исторические реконструкции
В Заельцовском парке проводятся мероприятия, на которых реконструируются различные исторические периоды.
Устраиваются военно-исторические реконструкции, посвящённые событиям Великой Отечественной войны. 23 февраля 2019 года был воссоздан финальный этап окончательного освобождения Ленинграда от блокады.
В 2019 году в парке организовывались фестивали на тему эпохи средневековья: в августе состоялся фестиваль «Княжий двор» с воссозданием рыцарских поединков и мастер-классами по ремеслу, в сентябре — «Перекрёстки истории», где также реконструировались средневековые сражения, ремесленные занятия и, кроме того, устраивалась реконструкция блюд средневековой кухни.

### Этнопарк
В Заельцовском парке расположен этнопарк «Территория Сибири», посвящённый самобытным сибирским культурам. Был основан клубом путешественников «Сибирские экспедиции». Учреждение сотрудничает с этнографами.
Здесь находятся привезённые из разных мест Сибири достопримечательности: чум оленеводов, юрты, зимовье охотников, чукотская яранга.
Организатор — историк Вячеслав Карманов, долгое время участвовавший в экспедициях совместно с Институтом археологии и этнографии СО РАН.

## Судебные разбирательства
В феврале 2013 года новосибирская мэрия подала иск к МАУК «ПКиО «Заельцовский» с требованием признать право собственности на кафе, расположенное в парковой зоне, а 2 июля этого года представители общественности в Арбитражном суде НСО потребовали его снести. Тем не менее суд не согласился изъять его в пользу городских властей и ответил отказом на желание общественников ликвидировать ресторанный комплекс.
16 сентября 2013 года руководство парка обратилось в суд на компанию «Релакс», потребовав от неё сноса физкультурно-оздоровительного комплекса, построенного на территории парковой зоны (по мнению представителей ПКиО) незаконно. Однако ещё 18 июля 2012 года «Заельцовский парк» и «Релакс» заключили договор о возведении этого объекта. Парк выступал в качестве застройщика, а компания была инвестором. В ответ фирма подала иск о возмещении убытков. В апреле 2017 года Арбитражный суд Новосибирской области обвинил MAУK «ПКиО «Заельцовский» в «злоупотреблении правом» и потребовал взыскать с него 37 651 913 рублей в пользу ООО «Релакс».

## Галерея

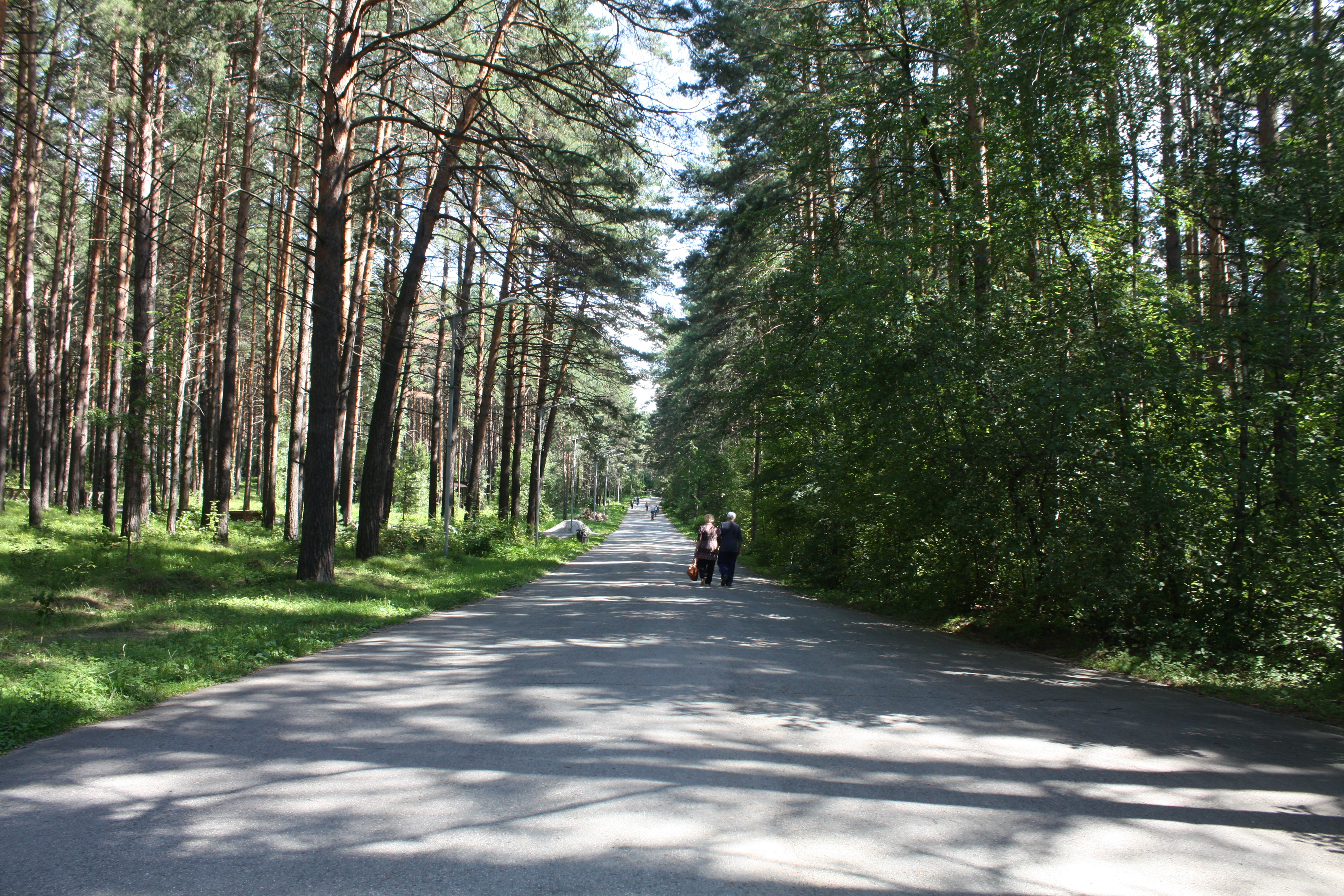
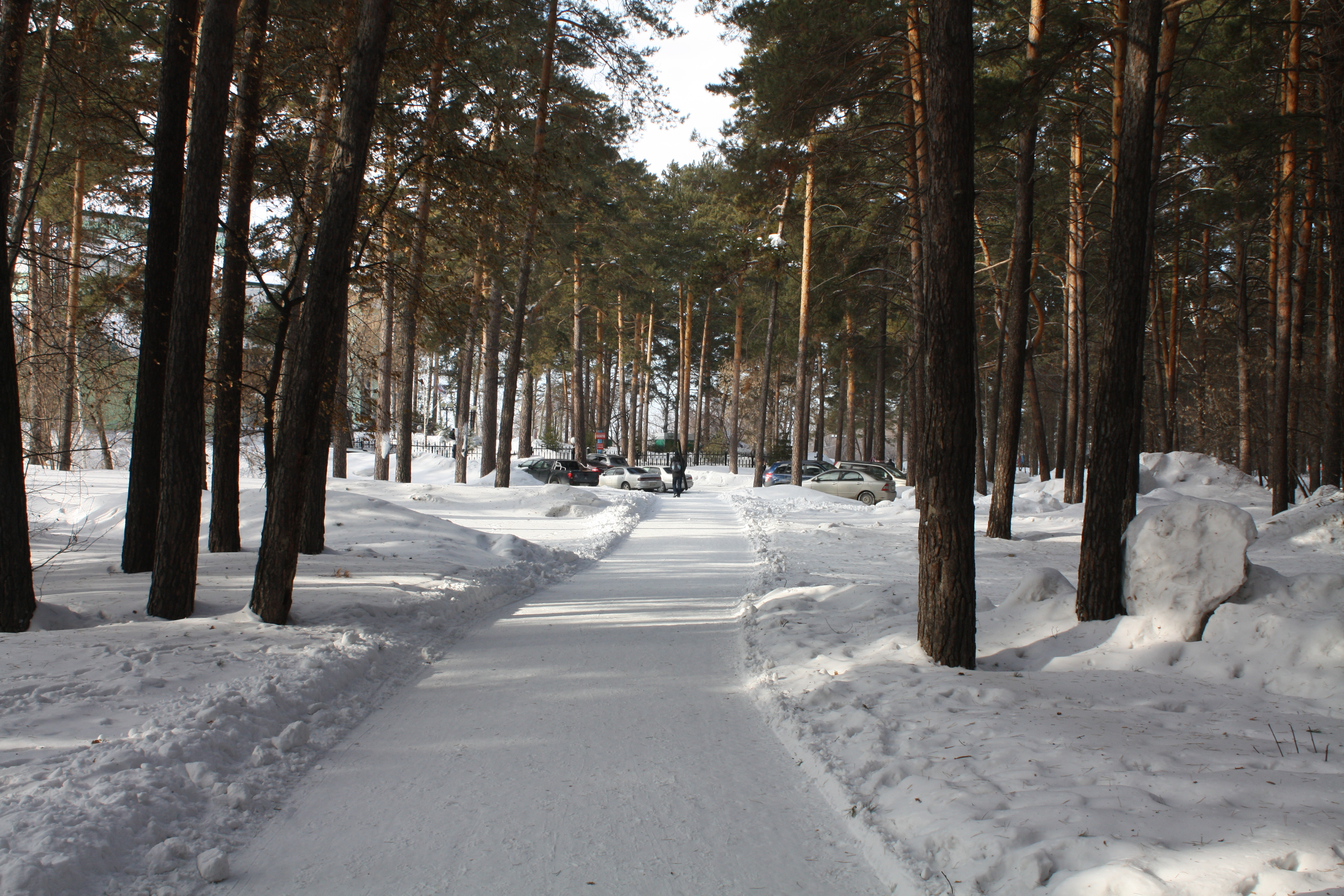
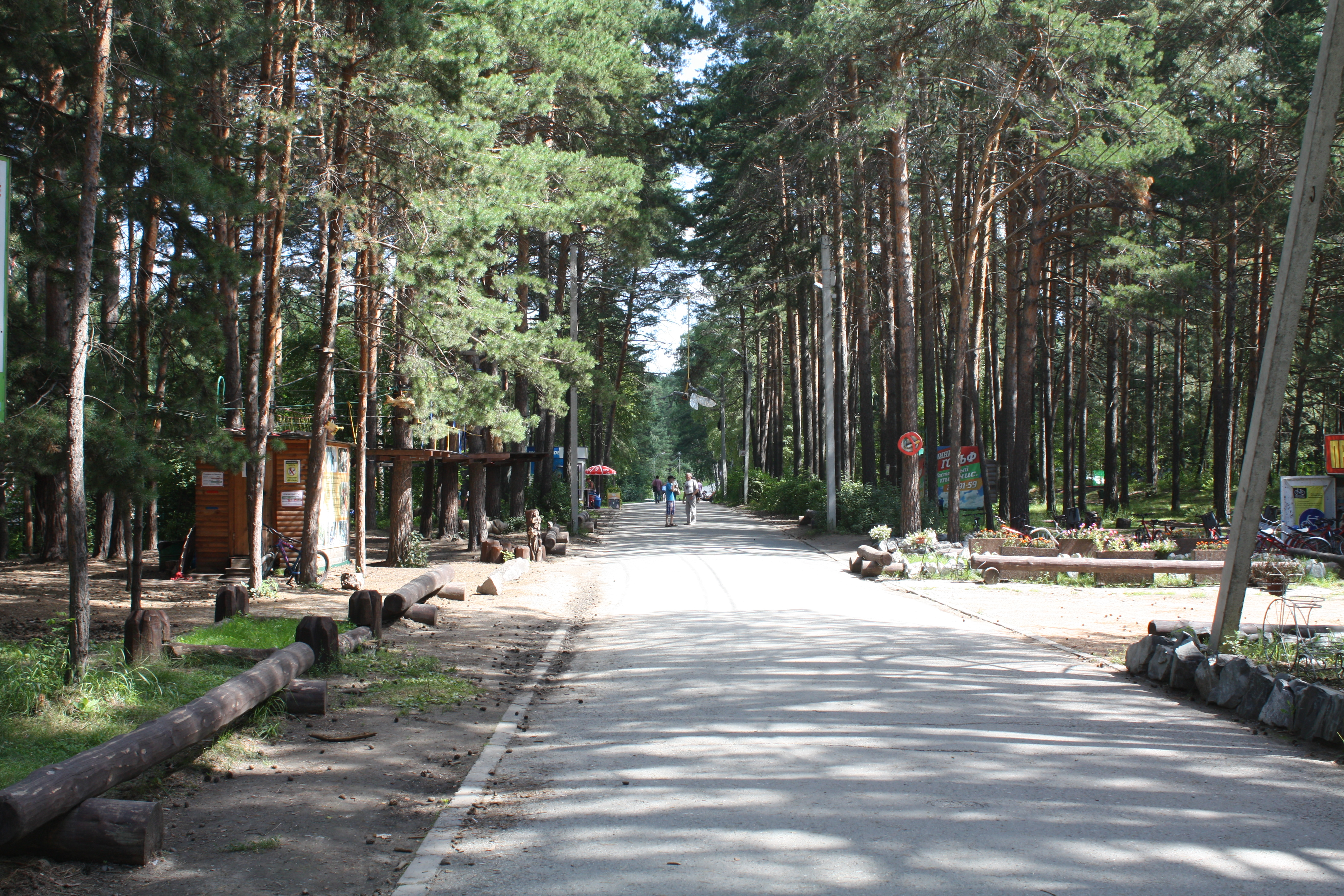
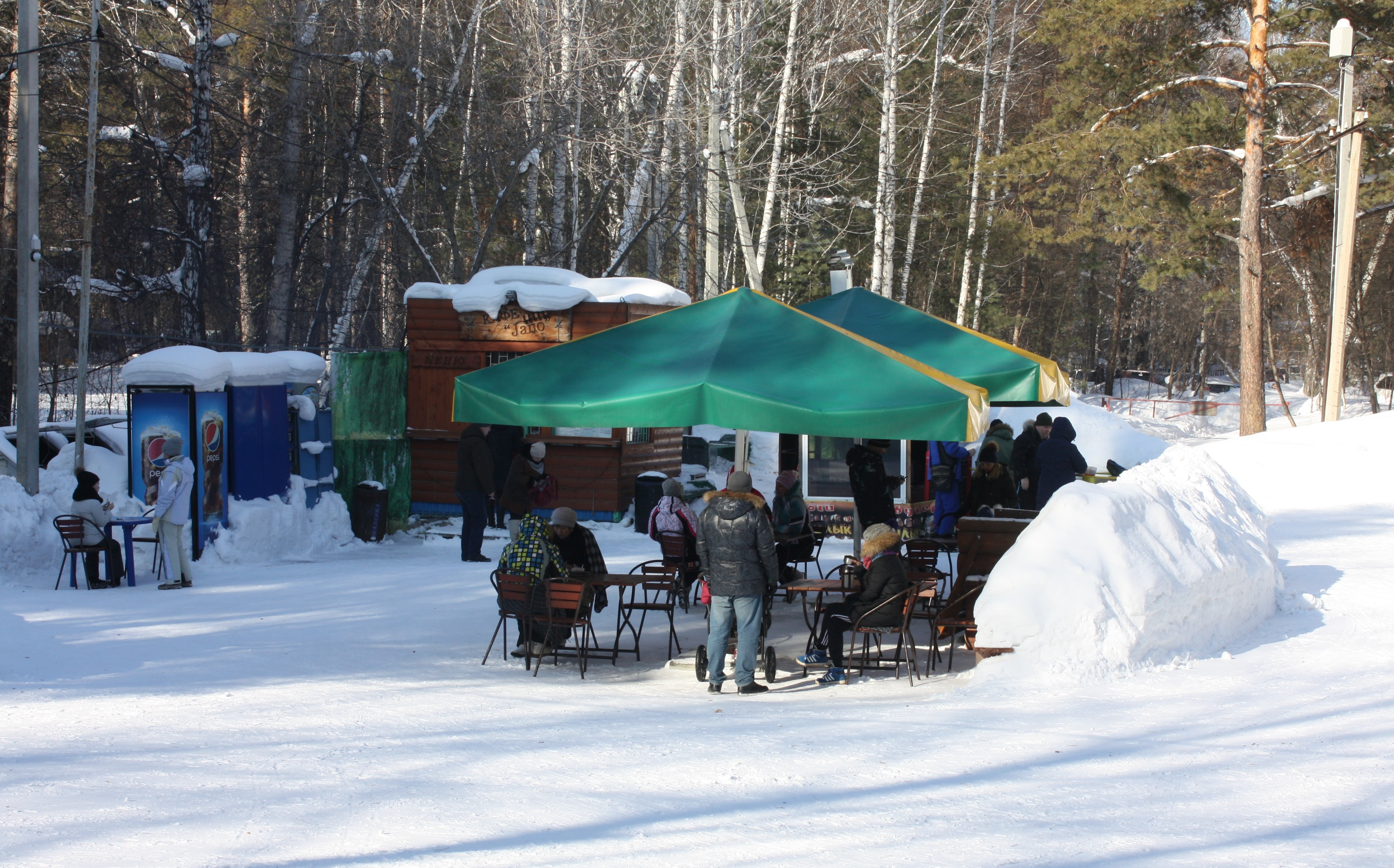
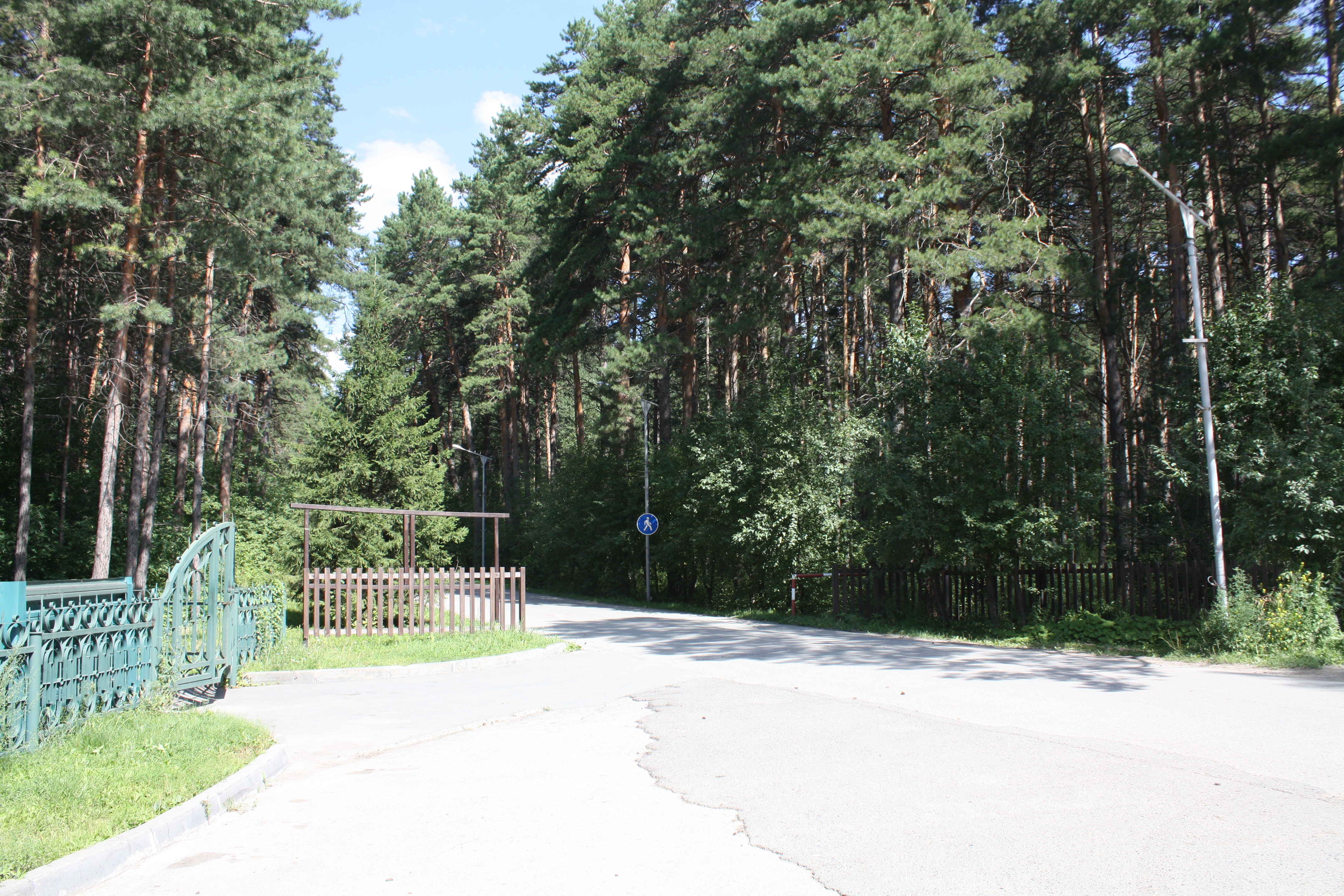

## Транспортная доступность
Возле входа в парк находится остановка наземного транспорта «ПКиО Заельцовский».